# کرخلبی (ناحیه نیمبورک)
کرخلبی (به چکی: Krchleby) یک منطقهٔ مسکونی در جمهوری چک است که در ناحیه نیمبورک واقع شده‌است.